# Bertz Zetterberg
Bertz Erik Olov Zetterberg, född 23 november 1930 i Stockholm, död 2 april 2011 i Hässleholm, var en svensk ishockeyspelare (försvarare).
Zetterberg representerade på klubbnivå Djurgårdens IF. Han var med i det svenska herrlandslag som slutade på fjärde plats i OS i Cortina 1956, där han bildade backpar med Lasse Björn.

## Meriter
- Svensk mästare (4): 1950, 1954, 1955, 1958[2]